# Frinico Arabio
Frinico Arabio o Frinico di Bitinia (in greco antico: Φρύνιχος?, Phrýnichos; II secolo – II secolo) è stato un grammatico greco antico  attivo nel II secolo in Bitinia, scrisse opere in puro stile atticistico.

## Biografia
La Suda scrive:
- Atticista o Su parole attiche (in greco antico: Ἀττικῶν ὀνομάτων?) in due libri;
- Collezione d'uso (in greco antico: Τιθεμένων συναγωγήν?;
- Preparazioni sofiste (in greco antico: Σοφιστικῆς παρασκευῆς? (47 libri, ma alcuni dicono 74))»

(Φρύνιχος (φ764 Adler) in Suda)

## Opere
Come modelli di stile attico, Frinico assegnò il posto più elevato a Platone, Demostene ed Eschine Socratico. Le sue opere erano erudite, ma prolisse e troppo loquaci. Un frammento contenuto in un manoscritto di Parigi venne pubblicato da Bernard de Montfaucon e August Immanuel Bekker. Un'altra opera di Frinico, non menzionata dal patriarca Fozio di Costantinopoli, ma forse identica a quella di cui parla la Suda, la Selezione (Ἐκλογὴ) di parole e frasi attiche, è ancora esistente: è dedicato a Corneliano, letterato e segretario imperiale, che aveva invitato l'autore a intraprendere il lavoro; si tratta di una raccolta di parole e forme che hanno deviato dall'antico attico, affiancate dai veri equivalenti attici. L'opera è quindi un prescrittivo e riformatore lexicon antibarbarum, ed è interessante in quanto illustra i cambiamenti attraverso i quali era passata la lingua greca tra il IV secolo a.C. e il II secolo d.C.
Edizioni di Eklogê, con annotazioni, sono state pubblicate da C. A. Lobeck (1820) e W. G. Rutherford (1881); Lobeck rivolse la sua attenzione principalmente alle espressioni tarde, Rutherford alle espressioni antiche riportate da Frinico. Vedi anche J. Brenous, De Phrynicho Atticista (1895).